# Erik Bisgaard
Erik Bisgaard, né le 25 janvier 1890 à Silkeborg et mort le 21 juin 1987 à Buenos Aires, est un rameur d'aviron danois. 

## Carrière
Aux Jeux olympiques d'été de 1912 à Stockholm, Erik Bisgaard est médaillé de bronze en embarcations quatre barré avec Rasmus Frandsen, Mikael Simonsen, Poul Thymann et Ejgil Clemmensen.